# 艏楼
艏楼（forecastle，i/ˈfoʊksəl/ FOHK-səl，缩写为fo'c'sle or fo'c's'le）是帆船前桅之前的甲板，或者船的前部水手的生活舱。后者也称作“before the mast”。

## 历史和设计

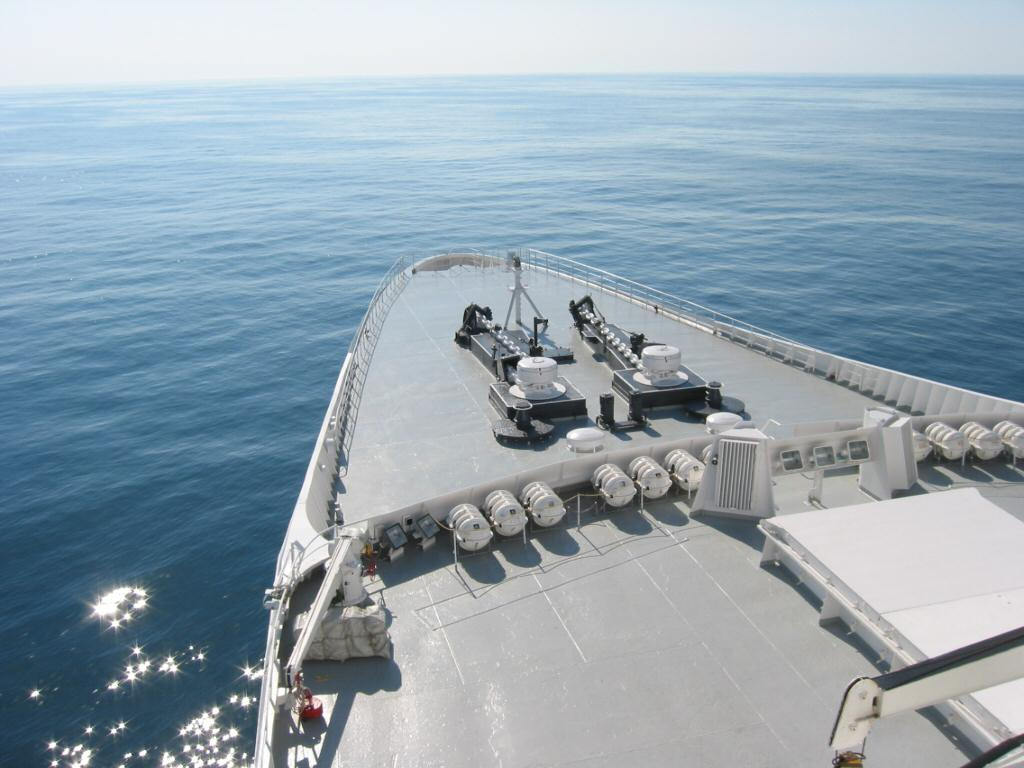
伊莉莎白女王二號邮轮的艏楼

中世纪造船时，战舰通常有很高多层甲板的类似于城堡的艏部。用于箭手射击敌舰，或防止敌方跳帮登船。类似的艉楼从主桅延申到艉部。
很高的艏楼实际上不利于航行性能。16世纪使用加农炮与枪炮交战替代了跳帮作战后，中世纪城堡状的艏楼就不再需要了。后来的船，如盖伦帆船只有一层低矮的艏楼，住的水手称为“forecastle men”，负责处理头帆与锚。17与18世纪英国海军的艏楼水手通常是资历老因此高空作业不够灵活或难于承担繁累的甲板工作。
19世纪末，高于主甲板的艏楼再次变为战舰的特征，以使前主炮安装位置较高避免湿重海况。艏楼除了作为水兵生活舱，还能容纳机器设备如锚机。艏楼缺点是在艏甲板与主甲板衔接处是结构薄弱点，结构完整度不如平甲板结构。
许多无艏楼的帆船与现代舰船，仍然用这个词称呼上甲板最前部（也称“前甲板”foredeck）与艏部的船员生活舱，哪怕是在主甲板之下的生活舱。 